# Georg Wichmann
Georg Wichmann (ur. 1876, zm. 1944) – malarz pejzażysta, uczeń Akademii Berlińskiej, związany z terenem Dolnego Śląska i Sudetów. Współzałożyciel Stowarzyszenia Artystów św. Łukasza.

## Życiorys
Urodzony w Lwówku Śląskim, dzieciństwo spędził na Pomorzu Gdańskim. Studiował w Akademii Berlińskiej u Antona von Wernera. W 1897 r. przeniósł się do wrocławskiej Szkoły Sztuki, do Eduarda Kaempffera i C.E. Morgensterna, a rok później do Leopolda von Kalckreutha w Karlsruhe. W latach 1901–1903 pracował jako konserwator w galeriach hr. von Pückler w Szydłowcu Śląskim i hr. von Praschma w Niemodlinie. Od 1903 r. przebywał w Karkonoszach, oprócz okresu służby wojskowej podczas I wojny światowej. W 1924 r. przeprowadził się na stałe do Szklarskiej Poręby i zamieszkał w nowo wybudowanym domu przy dzisiejszym Wzgórzu Paderewskiego 5, w pobliżu „Młyna św. Łukasza”. Aktywny i płodny malarz – pejzażysta. Był zwolennikiem impresjonizmu, z upodobaniem tworząc górskie krajobrazy. Georg Wichmann zmarł w 1944 r. i pochowany został na cmentarzu ewangelickim w Szklarskiej Porębie Dolnej. Obrazy Georga Wichmanna zachowały się w zbiorach Muzeum Narodowego we Wrocławiu, Muzeum Karkonoskiego w Jeleniej Górze, Haus Schlesien w Königswinter, Stiftung Kulturwerk Schlesien, Würzburg, Heimatstube Bad Harzburg oraz u kolekcjonerów prywatnych w Polsce i Niemczech.

## Galeria

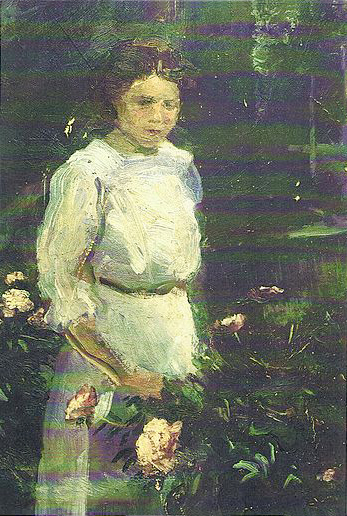
Helene Wichmann, 1917
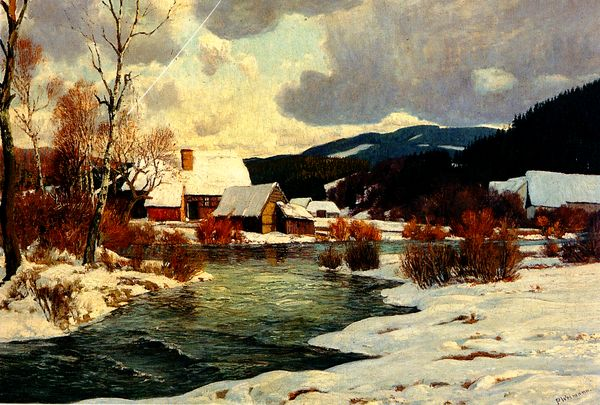
Zimowy krajobraz w Karkonoszach, około 1920
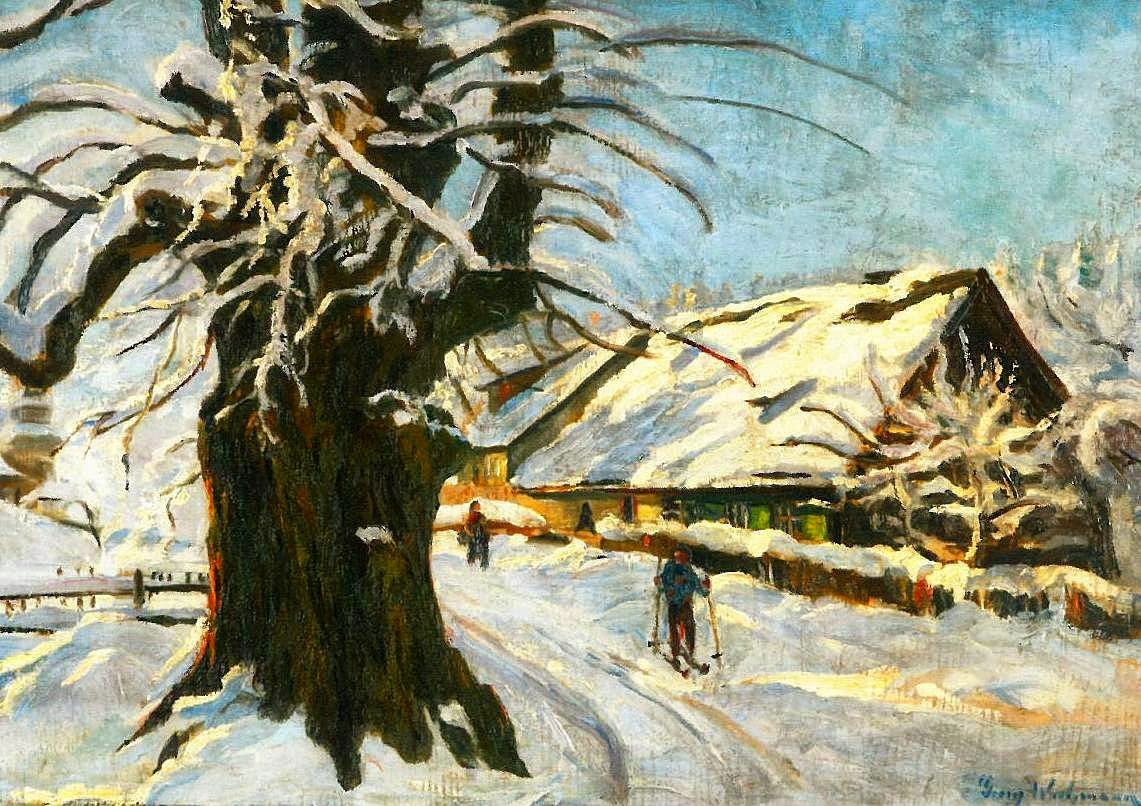
Droga wiejska w zimie, pomiędzy 1920 a 1930
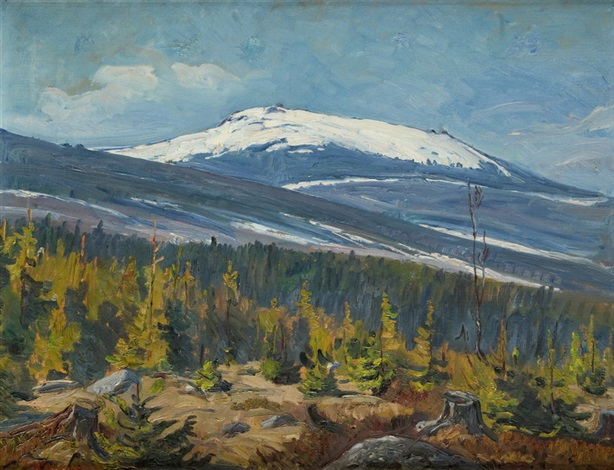
Widok na Szrenice, 1923
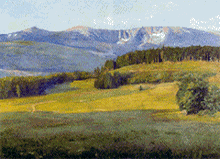
Grzbiet Karkonoszy, przed 1945